# Бэнбу
Бэнбу́ (кит. упр. 蚌埠, пиньинь Bèngbù, буквально: «пристань жемчужных устриц») — городской округ в провинции Аньхой КНР.

## История
Когда Китай был впервые объединён в единое государство — империю Цинь — и было введено деление страны на округа и уезды, то земли к югу от реки Хуайхэ вошли в состав уездов округа Цзюцзян (九江郡), а земли к северу от неё — в состав уездов округа Сышуй (泗水郡).
Во времена империи Сун в 1257 году из тогдашних уездов Чжунли (钟离县) и Цзиншань (荆山县) был выделен Хуайюаньский военный округ (怀远军), он занимал территорию современного уезда Хуайюань и западную часть районов городского подчинения Бэнбу, а также часть уезда Гучжэнь; восточная часть современных районов городского подчинения Бэнбу осталась в составе уезда Чжунли области Хаочжоу (濠州). В 1271 году были образованы Хуайаньский военный округ (淮安军) и уезд Ухэ.
После монгольского завоевания и образования империи Юань Хуайюаньский военный округ был в 1291 году расформирован, а на его месте был образован уезд Хуайюань (怀远县) области Хаочжоу.
После того, как была свергнута власть монголов и образовалась китайская империя Мин, написание название уезда Чжунли было изменено на 中立县, затем он был переименован в Линьхуай (临淮县), и в итоге был основан уезд Фэнъян (凤阳县). Область Хаочжоу сначала стала Линьхаоской управой (临濠府), а затем была переименована в Фэнъянскую управу (凤阳府); все административные единицы на территории современного городского округа были подчинены Фэнъянской управе.
После маньчжурского завоевания власти империи Цин поначалу сохранили административную структуру империи Мин. В начале XVIII века из Фэнъянской управы была выделена область Сычжоу (泗州), в подчинение которой был передан уезд Ухэ; остальные уезды остались подчинены Фэнъянской управе. Именно в тот период архивная служба властей уезда Фэнъян разместилась в посёлке Сяобэнбу. В 1863 году посёлок Сяобэнбу на стыке уездов Фэнъян, Хуайюань и Линби был выделен в отдельную административную сущность, подчинённую напрямую властям Фэнъянской управы. После Синьхайской революции в Китае была проведена реформа структуры административного деления, в ходе которой области и управы были ликвидированы; особый район на стыке трёх уездов также был упразднён.
В 1929 году был образован комитет по созданию города Бэнбу, но в следующем году он был распущен.
После начала войны с Японией эти места с 1938 года оказались под японской оккупацией, и именно в посёлке Бэнбу разместились созданные японцами марионеточные власти провинции Аньхой.
После войны опять было решено создать здесь город, и с 1 января 1947 года из уезда Фэнъян был официально выделен город Бэнбу, напрямую подчинённый властям провинции Аньхой; он стал первым официально основанным в провинции Аньхой городом. Во время гражданской войны Бэнбу был взят войсками коммунистов 20 января 1949 года; эти земли были подчинены властям Специального административного района Ваньбэй. Уезды Сусянь, Ухэ, Линби и Хуайюань вошли в состав Специального района Сусянь (宿县专区) Специального административного района Ваньбэй (уезд Фэнъян вошёл в состав Специального района Чусянь).
7 августа 1952 года были ликвидированы Специальные административные районы Ваньбэй и Ваньнань, а вместо них образовано народное правительство провинции Аньхой; город Бэнбу был подчинён напрямую властям провинции. В 1955 году он был ликвидирован, и с 1956 года эти уезды вошли в состав Специального района Бэнбу (蚌埠专区). В апреле 1961 года Специальный район Сусянь был воссоздан, а Специальный район Бэнбу — упразднён. В октябре 1964 года на стыке уездов Сусянь, Хуайюань, Ухэ и Линби был создан уезд Гучжэнь, который также вошёл в состав Специального района Сусянь.
В 1971 году Специальный район Сусянь был переименован в Округ Сусянь (宿县地区).
В июле 1983 года уезды Хуайюань, Ухэ и Гучжэнь были переданы из состава округа Сусянь в подчинение властям города Бэнбу.

## Административно-территориальное деление
Городской округ Бэнбу делится на 4 района, 3 уезда:
| Карта                                                | Карта    | Карта     | Карта         | Карта            | Карта         |
| ---------------------------------------------------- | -------- | --------- | ------------- | ---------------- | ------------- |
| Лунцзыху Бэншань Юйхуэй Хуайшан Хуайюань Ухэ Гучжэнь |          |           |               |                  |               |
| Статус                                               | Название | Иероглифы | Пиньинь       | Население (2010) | Площадь (км²) |
| Район                                                | Лунцзыху | 龙子湖区  | Lóngzǐhú qū   |                  |               |
| Район                                                | Бэншань  | 蚌山区    | Bèngshān qū   |                  |               |
| Район                                                | Юйхуэй   | 禹会区    | Yǔhuì qū      |                  |               |
| Район                                                | Хуайшан  | 淮上区    | Huáishàng qū  |                  |               |
| Уезд                                                 | Хуайюань | 怀远县    | Huáiyuǎn xiàn |                  |               |
| Уезд                                                 | Ухэ      | 五河县    | Wǔhé xiàn     |                  |               |
| Уезд                                                 | Гучжэнь  | 固镇县    | Gùzhèn xiàn   |                  |               |

## Экономика
В округе расположены химические заводы Anhui Maiqi Chemical и China BBCA Group Corporation.